# Ожаров Мазовецки
Ожа̀ров Мазовѐцки или Ожа̀рув Мазовѐцки (на полски: Ożarów Mazowiecki) е град в Централна Полша, Мазовско войводство. Административен център е на Западноваршавски окръг, както и на градско-селската Ожаровска община. Заема площ от 5,71 км2. Към 2011 година населението му възлиза на 8 848 души.